# Leonardo Olschki
Leonardo Olschki (Verona, 15 luglio 1885 – Berkeley, 7 dicembre 1961) è stato un filologo italiano naturalizzato statunitense.

## Biografia
Era il primo dei sei figli di Leo Samuele Olschki, libraio antiquario e fondatore dell'omonima casa editrice, e Paola Rosen. Studiò all'Università di Monaco di Baviera, di Strasburgo e di Heidelberg ove conseguì il dottorato e la libera docenza. Dal 1918 insegnò a Heidelberg dapprima come professore straordinario e dal 1924 come professore ordinario di filologia romanza. Lasciò la Germania durante il nazismo per trasferirsi in Italia. Nel 1939 emigrò negli Stati Uniti, dove insegnò in varie università. Nel 1957 venne eletto socio dell'Accademia Nazionale dei Lincei. Olschki ha lasciato numerosi libri e saggi di filologia, storia e varia erudizione soprattutto in lingua italiana e tedesca, ma anche in inglese e francese.

## Opere
- Geschichte der neusprachlichen wissenschaftlichen Literatur, 3 vol., Leipzig 1919-1927
- Giordano Bruno, Bari 1927
- Die romanischen Literaturen des Mittelalters, Potsdam 1928
- La poesia italiana del Cinquecento, Firenze 1933
- Struttura spirituale e linguistica del mondo neolatino, Bari 1935
- Storia letteraria delle scoperte geografiche, Firenze 1937 (rist. 1999)
- The Genius of Italy, New York 1949, London 1950 (edizione italiana L'Italia e il suo genio, Milano 1953)
- The Myth of Felt, Berkeley 1949
- Dante poeta veltro, Firenze 1953
- Marco Polo's Asia, Berkeley 1960